# أنوتين تشارنفيراكول
أنوتين تشارنفيراكول (بالتايلندية: อนุทิน ชาญวีรกูล)‏(ولد في 13 سبتمبر 1966) هو سياسي تايلاندي يشغل حاليًا منصب وزير الداخلية ونائب رئيس الوزراء منذ عام 2023. شغل منصب وزير الصحة العامة في حكومة برايوت تشان أو تشا من عام 2019 إلى 2023، وكان الشخصية العامة البارزة المسؤولة عن إدارة جائحة فيروس كورونا في تايلاند. كان عضوًا في العديد من الأحزاب السياسية مثل حزب التنمية الوطني وحزب التايلاند يحبون التايلاند، وهو حاليًا زعيم حزب بومجاثاي.

## حياته
هو ابن جاوفارات جانويراكول، وزير الداخلية السابق في حكومة أبهيسيت فيجاجيفا. تعود أصول عائلته إلى الصينيين التايلانديين بجذور من مقاطعة غوانغدونغ. تزوج أولاً من ساتانوتش تشارنفيراكول ولديه طفلان. زواجه الثاني من ساسيتورن تشارنفيراكول. أكمل أنوتين تعليمه الثانوي في كلية أسومبشن وتعليمه العالي في الهندسة من جامعة هوفسترا في عام 1989. ورث مع عائلته شركة سينو-تاي للهندسة والإنشاءات العامة المحدودة وهي شركة كبرى قامت ببناء العديد من المشاريع الحكومية الضخمة مثل مطار سوفارنابومي الدولي في بانكوك.

## عمله في السياسة
في عام 1996، دخل عالم السياسة من خلال عمله مستشارًا لوزير الخارجية آنذاك براتشواب تشاياسان، وشغل منصب نائب وزير الصحة العامة من عام 2004 إلى عام 2005 ونائب وزير التجارة في عام 2004. ثم مُنع من تولي مناصب سياسية لمدة خمس سنوات بسبب عضويته في حزب التايلاند يحبون التايلاند. انضم بعد انتهاء فترة الحظر إلى حزب بومجاثاي في عام 2012 بعد، وانتُخب زعيمًا للحزب في 14 أكتوبر 2012. في الانتخابات العامة التايلاندية لعام 2019، كان مرشح حزب بومجاثاي لمنصب رئيس الوزراء. كان مؤيدا للماريجوانا الطبية. وصرح في مايو 2022 بأن وزارته ستوزع مليون نبتة قنب مجانًا على الأسر التايلاندية لزراعتها بدون ترخيص.

## روابط خارجية
- لا بيانات لهذه المقالة على ويكي بيانات تخص الفن